# Кім Гаррісон
Кім Гаррісон (англ. Kim Harrison, нар. 1966) — псевдонім американської письменниці Доун Кук (англ. Dawn Cook). Гаррісон найбільше відома як авторка бестселера New York Times № 1 із серії міського фентезі Hollows, але вона також опублікувала понад два десятки книг, які охоплюють гамму молодіжних, наукових трилерів, антологій та унікальних повноцінних книг. кольорову світову книгу та написала сценарій двох оригінальних графічних романів у всесвіті Hollows. Вона також опублікувала традиційне фентезі під назвою Світанок кухаря.
Дія міського фентезі-серіалу Рейчел Морган розгортається в альтернативній історії, в якій всесвітня пандемія, викликана генетично модифікованими помідорами, призвела до смерті значної частини населення планети. Під іменем Доун Кук вона пише серію «Принцеса-приманка» та «Правда», опубліковану на початку 21-го століття.
Гаррісон отримала схвальні відгуки від інших авторів і посівла перше місце в списку бестселерів New York Times.

## Ранні роки
Кім Харрісон народилася і виросла на Середньому Заході. Самопроголошена «колишня пацанка», вона виросла єдиною дівчинкою в родині хлопчиків. Незважаючи на свою любов до письма, вона дотримувалася неортодоксального підходу до цього і стверджувала, що уникала курсів англійської мови, окрім основних вимог у середній школі та коледжі.

## Кар'єра
Гаррісон розпочала свою кар'єру з написання традиційної наукової фантастики, але почала писати сучасне фентезі після того, як вирішила більше зосередитися на розвитку персонажів. Вона провела більшу частину десятиліття, борючись як початківець письменник, перш ніж зустріти свого нинішнього агента на письменницькому з'їзді. Потім він познайомив її з Діаною Гілл, яка стала редакторкою Гаррісон. Разом вони випустили «Похід мертвої відьми», і її перша книга була опублікована в м'якій обкладинці HarperTorch у 2004 році. Відтоді вона написала ще дванадцять книжок, два графічні романи та велику книгу про світ із серії <i id="mwJg">Hollows</i>, яку також називають серією про Рейчел Морган (більшість із назвами, які нагадують фільми Клінта Іствуда), а також брала участь у багатьох антологіях із приквелами до Hollows книжки, і одна з історією для молоді.
Після успіху свого першого роману Гаррісон змогла звільнитися зі своєї повсякденної роботи, присвятивши себе письменницькій роботі повний робочий день. Її улюблений автор — Рей Бредбері. Вона згадує про музику як про один із своїх найсильніших творів, надаючи списки пісень для кількох своїх персонажів. У вільний час вона спілкується з шанувальниками через свій особистий сайт і блог.
Гаррісон є членкинею International Thriller Writers.
Перші дві книги Правди спочатку були однією книгою, яка була розділена на дві окремі книги для публікації. Те, що вони належать одній авторці, і що Кук була Гаррісоном, було розкрито в статті журналу Locus у травні 2009 року.
 «Я рада, що це відкритлось, тому що важко підтримувати ці дві окремі ідентичності та нагадувати своїм друзям або родині, коли виходите: «Сьогодні я Кім, тому не називайте мене Дон». Поділ виконав свою мету. Я все ще буду Кім, але тепер, якщо хтось назве мене Дон, мені не доведеться говорити „Закрий рот!“»

## Рецензії
Харрісон посла перше місце у списку бестселерів New York Times і загалом визнана одною із найуспішніших і найвпливовіших творців міського фентезі. Її твори отримали похвальні відгуки багатьох колег. Авторки Келлі Гей і Кортні Еллісон Моултон цитували її як натхнення. Серія Hollows також отримала визнання The New York Times і Amazon.com. У 2007 році Amazon.com зазначив, що Гаррісон стала «одною із найпопулярніших авторок у неймовірно популярному жанрі сексуального надприродного».